# Robin Hawkins
Robin Hawkins (11 de febrero de 1986), comúnmente conocido como Rob es el vocalista principal y bajista de la banda galesa The Automatic.

## Vida personal
Rob estudió en la Escuela Integral de Cowbridge Comprehensive School. Originalmente, Robin estaba interesado por tocar la flauta, uniéndose a la orquesta de Cowbridge y la de Vale Youth. No sería hasta la edad de doce años cuando Robin compraría su bajo y conociera a James Frost para formar The Automatic.

## Carrera musical
Aunque el papel principal de Rob en The Automatic es ser vocalista y bajista, también se le ha visto tocar otros instrumentos como la flauta, sobre todo cuando la banda interpreta la versión "Gold Digger". También utiliza el sintetizador al interpretar This Is A Fix.
El 9 de enero de 2007, él y la banda de excompañero Alex Pennie posaron para Zane Lowe en la BBC Radio 1, en una serie de sustitutos de Zane Lowe, mientras estaba de vacaciones. La alineación también se incluye la banda compañeros en B-Unique Records, Kaiser Chiefs, así como la vista, Snow Patrol y The Zutons.

## Equipo
Rob utiliza generalmente el bajo Fender USA Jazz que utiliza mucho antes de haber formado la banda aunque utiliza variaciones de bajo y otros tipos de instrumentos:
- Amplificadores de bajos Ashdown.
- Bajo de Jazz Fender USA.
- Bajo de alta frecuencia Boss.
- Tuner cromado Boss.
- Bajo SansAmp Bass DI (x2)
- Dunlop .73mm Plectrums
- Musicman Stingray Electric Bass

## Otros intereses
Rob Hawkins habla esperanto y ha mantenido diferentes intervenciones en favor de ese idioma internacional